# Caimanes de Tabasco
Caimanes de Tabasco ist ein ehemaliger Fußballverein aus Villahermosa, der Hauptstadt des mexikanischen Bundesstaates Tabasco.

## Geschichte
Die Caimanes (span. Bezeichnung für Kaimane) waren in der Eröffnungssaison 1994/95 Gründungsmitglied der neu eingeführten Primera División 'A'. Diese wurde als Nachfolgerin der ab diesem Zeitpunkt nur noch den Rang einer dritten Liga einnehmenden Segunda División zur neuen zweiten Liga im mexikanischen Vereinsfußball installiert. In der Vorsaison 1993/94 hatten die Caimanes bereits eine Spielzeit in der Segunda División verbracht und somit als erster Verein überhaupt Zweitligafußball nach Tabasco gebracht.
Die Zweitligadauer der Caimanes sollte sich allerdings auf diese 2 Spielzeiten beschränken, weil sie am Ende der Eröffnungssaison der erste sportliche Absteiger aus dieser Liga waren. Auch im Pokalwettbewerb derselben Saison schieden die Caimanes bereits in der ersten Runde aus, wobei sie gegen den Erstligisten Toros Neza immerhin ein 0:0 erzwangen und erst im Elfmeterschießen unterlagen.
Später wurde der Bundesstaat Tabasco noch dreieinhalb Jahre durch die Lagartos sowie eine Halbsaison durch die Guerreros in der Primera División 'A' vertreten. Die Lagartos sind – ähnlich den  Caimanes – auch eine Echsenart in der Ordnung der Krokodile.

## Die heutigen Caimanes
Es ist unklar, inwieweit die ursprünglichen Caimanes de Tabasco mit der gegenwärtig unter derselben Bezeichnung auftretenden Mannschaft in Einklang zu bringen sind, die 2011 noch in einer fünftklassigen regionalen Liga auf Amateurbasis spielte und seit der Saison 2011/12 mit diesem Spitznamen und der Vereinsbezeichnung Real Victoria Tabasco in der viertklassigen Tercera División vertreten ist.